# 제연거
제연거(齊延居, ? ~ 기원전 116년)는 전한 중기의 제후로, 개국공신 제수의 증손이다.

## 생애
원광 2년(기원전 133년), 아버지 제응의 뒤를 이어 평정후(平定侯)에 봉해졌다.
평정강후 18년(기원전 116년)에 죽어 시호를 강(康)이라 하였고, 아들 제창이 작위를 이었다.

## 출전
- 사마천, 《사기》
  - 권19 혜경간후자연표
- 반고, 《한서》
  - 권16 고혜고후문공신표